# Верхньопротерозойські осадові породи (Вищеольчедаїв)
Верхньопротерозо́йські оса́дові поро́ди — геологічна пам'ятка природи місцевого значення в Україні.
Розташована між селами Вищеольчедаїв та Котюжани Могилів-Подільського району Вінницької області. 
Площа 1 га. Оголошено відповідно до Рішення Вінницького облвиконкому від 22.06.1972 року № 335 та від 29.08.1984 року № 371. Перебуває у віданні Вищеольчедаївської сільської ради. 
Охороняються унікальні природні виходи на поверхню стародавніх осадових порід по долині р. Лядова віком 500—615 млн років.